# Симфония № 39 (Моцарт)
Симфония № 39 ми-бемоль мажор Вольфганга Амадея Моцарта написана им в 1788 году вместе с Сороковой и Сорок первой симфониями и является одним из высших достижений его творчества.

## Части
Симфония написана в четырёх частях:
1. Adagio — Allegro
2. Andante con moto
3. Menuetto. Allegretto — Trio
4. Finale. Allegro

## История создания
Симфония была завершена 25 июня 1788 года. Моцарт планировал исполнить её на одном из летних концертов по подписке в пользу автора, однако концерт не состоялся, и дата премьеры симфонии до сих пор не установлена.

## Описание

### Adagio — Allegro
Первая часть симфонии написана в сонатной форме, но начинается со вступления. Основная черта вступления - театральная торжественность, яркость и полнозвучность. Размер 4/4
Основной материал части написан в размере 3/4. Тема главной партии проводится различными группами инструментов: сначала скрипки, затем валторны и фаготы, последними имитируют виолончели, контрабасы, кларнеты и флейты.
Тема побочной партии, нежная и воздушная, проводится скрипками на выдержанном тоне валторн. Постепенно развивается контраст пасторальных зарисовок и драматических эпизодов, обостряющийся в небольшой разработке. Предыкт к репризе построен на хроматической аккордовой секвенции, проводимой деревянными духовыми с интонациями lamento флейт.